# Brochymena haedula
Brochymena haedula är en insektsart som beskrevs av Carl Stål 1862. Brochymena haedula ingår i släktet Brochymena och familjen bärfisar. Inga underarter finns listade i Catalogue of Life.